# Raketoplan
Raketoplan, vesoljsko letalo, vesoljski čolniček ali vesoljski taksi je vesoljsko plovilo s posadko z možnostjo večkratne uporabe, ki lahko tudi leti ali jadra kot zrakoplov v ozračju. Raketoplani, ki so zmožni vtirjenja v orbito okoli Zemlje, so bolj podobni vesoljskim plovilom, tisti za podorbitalne polete pa zrakoplovom. Vse do zdaj so poganjali raketni motorji.
Do zdaj so trije tipi raketoplanov uspešno prestali izstrelitev v orbito in pristanek na Zemlji: Space Shuttle, Buran in Boeing X-37. Poleg slednjega je v razvoju še ameriški Dream Chaser. Vsi ti so bili izstreljeni navpično s pomočjo nosilne rakete za enkratno uporabo, pristali pa so z jadranjem. V operativni uporabi so bili le raketoplani Nasinega programa Space Shuttle, ki so jih večinoma uporabljali za prevažanje posadke in tovora na Mednarodno vesoljsko postajo in nazaj, pa tudi za različna servisna dela na satelitih ali pa za njihovo vračanje nazaj na Zemljo (s pomočjo posebne robotske roke). Upokojili so jih po zadnjem poletu raketoplana Atlantis 21. julija 2011. Sovjetski Buran so po prvem daljšem poletu brez posadke opustili, saj so ocenili, da je tovrstni način vesoljskih poletov preveč tvegan.
Še tri podorbitalne raketoplane – raketna letala – so izstrelili vodoravno z matičnega zrakoplova v zraku, nakar so ti z lastnim raketnim pogonom presegli Kármánovo črto 100 km nad površjem, ki velja za mejo vesoljskega prostora: to so X-15, SpaceShipOne in SpaceShipTwo.